# Schoolboy Q
Schoolboy Q, stylisé en ScHoolboy Q, de son vrai nom Quincy Matthew Hanley, né le 26 octobre 1986 sur la base militaire allemande de Wiesbaden,, est un rappeur américain, originaire de Los Angeles. Il est membre du collectif Black Hippy aux côtés des rappeurs Ab-Soul, Jay Rock et Kendrick Lamar.

## Biographie

### Jeunesse
Quincy Hanley est né le 26 octobre 1986 sur la base militaire allemande de Wiesbaden,. Ses parents se séparent avant sa naissance, et sa mère lui aurait supposément donné un nom au hasard. Son père reste dans l'armée américaine, tandis que sa mère emménage avec Hanley au Texas pendant quelques années avant de s'installer en Californie. Il grandit à Los Angeles, en Californie, dans la 51st Street, près de Figueroa et Hoover Street. Il explique avoir joué du football américain entre ses 6 et 21 ans. Après avoir étudié à la Crenshaw High School, Hanley étudie aux Glendale Community College, Los Angeles City College, Southwest College et au West Los Angeles College, dans lequel il a joué pour les West Los Angeles Oilers : « J'étais dans le West L.A. College, au L.A. Southwest College, au LACC, et à Glendale [...] Tout ce que je faisais c'était m'entrainer et rentrer chez moi. Je me concentrais pas en classe. [...] Je m'appelle Quincy, alors je me suis surnommé ScHoolboy Q. » Par ailleurs, il majusculise toujours le 《 H 》 de son pseudonyme et de ses titres en référence à HiiiPoWeR, Hoover Street, Black Hippy, et au paradis et à l'enfer (heaven and hell en anglais).
Ayant grandi à Hoover Street, Hanley se joint à un gang de rue appelé les 52 Hoover Gangster Crips : « J'étais un loubard à 12 ans. Un Hoover Crip. Les potes le faisaient et je voulais le faire. Je sais pas pourquoi. Je fais que suivre le leader. » Avant sa carrière musicale, Hanley devient un dealer qui vend de l'oxycontin, puis pendant une courte période du crack et de la marijuana : « je vendais de l'oxycontin. J'ai aussi un peu vendu du crack, mais je suis pas devenu riche en vendant tout ça. Je me suis enrichi grâce à l'oxycontin. J'allais en dehors de la ville et je l'obtenais. Après c'est une question de bouche-à-oreilles. Puis les gens viennent vers toi. Pas besoin de faire d'effort. Donc je vendais tout ça. » En 2007, il est arrêté pour un crime qu'il n'aurait pas commis et incarcéré pendant six mois, puis en maison d'arrêt : « Quand j'avais 21 ans, on m'a jeté en prison,. »

### Débuts (2006–2009)
ScHoolboy Q explique avoir écrit son premier couplet à 16 ans, mais ne se consacrera pas sérieusement à la musique avant 21 ans. La musique devient pour lui un moyen de s'exprimer : « J'ai écrit mon premier couplet à 16 ans. Je rappais pas vraiment, mais vous savez ce que c'est : on écrit d'abord un couplet. J'ai écrit mais j'ai pas vraiment réfléchi. À 21 ans, j'ai commencé à y travailler sérieusement. Tu laisses l'agressivité monter. Je travaillais vraiment et je suis devenu Q. J'ai tout fait, l'école et les rues. J'étais juste paumé ; Je ne savais pas ce que je voulais faire. J'essayais de trouver ma voie. Puis un jour, j'ai découvert la musique. Grâce à ça, j'ai fait un peu d'argent, et j'ai continué à rapper. Après, c'est devenu ma voie. »
En 2006, il se lance en collaboration avec Top Dawg Entertainment, un label indépendant situé à Carson en Californie, enregistrant à leur studio House of Pain. Pour sa première fois en studio, il travaille aux côtés de Jay Rock et Ab-Soul. Le 29 juillet 2008, Hanley publie sa première mixtape intitulée Schoolboy Turned Hustla, avec G.E.D. Inc., la même emprunte qui a aidé à lancer la carrière du rappeur West Coast Tyga, avec qui Schoolboy Q a travaillé auparavant. Après la publication de Schoolboy Turned Hustla, il signe avec Top Dawg Entertainment en 2009, où il forme plus tard le groupe Black Hippy, avec ses compagnons Kendrick Lamar, Jay Rock et Ab-Soul,. En 2009, Hanley s'implique dans un bref beef avec le rappeur 40 Glocc. ScHoolboy Q publie une diss song intitulée Ezell (40 Glocc Killa).

### Setbacks(2010–2011)
En 2010, Hanley part en tournée et travaille en studio avec Black Hippy préparant en parallèle un projet intitulé Setbacks. Le 11 janvier 2011, TDE publie Setbacks, son premier album indépendant, exclusivement sur iTunes, et est bien accueilli par la presse spécialisée. L'album atteint la 100e place du Billboard 200 avec un millier de téléchargements la première semaine,. Deux semaines après la publication de l'album, Hanley annonce sur Twitter la distribution désormais gratuite de l'album. À cette même période, le premier album de Schoolboy, Setbacks, est publié au début de 2011.
Setbacks permet à Hanley de se propulser en haut de la scène et de se populariser sur Internet : « Le concept derrière Setbacks vient de la raison pour laquelle je ne peux pas rapper. La raison pour laquelle je ne peux pas accomplir ce que je veux. J'ai tout mis dans l'album. Comme, Druggys Wit Hoes, où je me suis drogué et j'ai même pas niqué une seule gonzesse. Kamikaze, où je continue à faire des conneries. Plein de trucs comme ça, j'ai vraiment tout donné dans l'album. Ma vie a fait un tour de 180 degrés après ça... » Hanley se lance dans son premier show le 11 mars 2011, au Key Club de West Hollywood, en Californie. En mars 2011, Hanley est appréhendé au festival South by Southwest et expliqué avoir été incarcéré pour possession illégale de marijuana : « J'ai été envoyé en taule à cause de l'herbe » explique Schoolboy Q.

### Habits and Contradictions(2011–2012)
Habits and Contradictions est publié en 2012 sur iTunes, avec quelques exemplaires physiques signés par ScHoolboy Q à L.A. Les premières heures durant sa publication, l'album passe aux iTunes Top 10 Albums et y reste des jours. Il débute 111e du classement Billboard, avec 3 900 exemplaires numériques vendus aux États-Unis. L'album débute aussi 5e des Top RnB/Hip-Hop Albums, 16e des Top Rap Albums, 17e des Top Independent Albums, et troisième des Top Heatseekers. Les clips des chansons Hands on the Wheel' avec ASAP Rocky, NigHtmare on Figg St., et Druggys wit Hoes Again avec Ab-Soul, suivent la publication.
En 2012, Top Dawg Entertainment met un terme à sa coentreprise avec Interscope Records et Aftermath Entertainment, marquant la fin de carrière indépendant de Hanley.

### Oxymoron(depuis 2012)

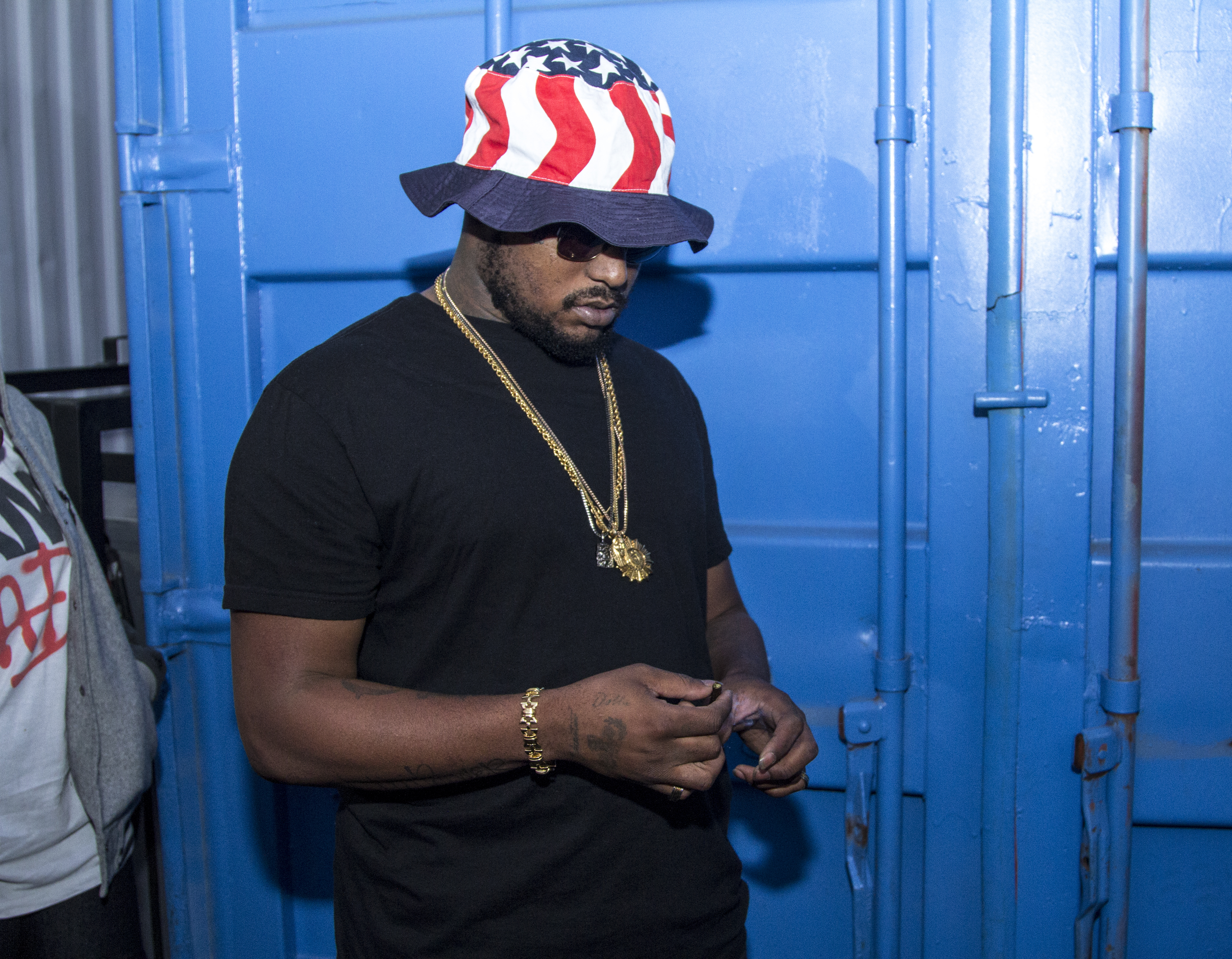
ScHoolboy Q, en 2012.

En juin 2012, Hanley révèle travailler sur son premier album chez une major, et annonce être le second membre de Black Hippy à faire ses débuts commerciaux chez Interscope, après Kendrick Lamar. Entre septembre et novembre, Hanley participe aux côtés de Danny Brown et ASAP Mob à la tournée internationale d'ASAP Rocky, Long. Live. ASAP. Hanley se lance aussi en tournée avec les rappeurs Wiz Khalifa, Mac Miller et Kendrick Lamar à leur tournée Under The Influence.
Son album Oxymoron est inclus dans plusieurs listes d'« albums les plus attendus en 2013 », incluant le NY Press, le magazine Complex et XXL. ScHoolboy Q annonce la participation de Black Hippy, A$AP Rocky, Danny Brown, Action Bronson, Pharrell Williams et The Alchemist,. En mars 2013, ScHoolboy Q annonce avoir terminé quatre chansons pour l'album. Le 26 mars 2013, ScHoolboy Q est inclus dans la liste des Freshmen Class 2013 du magazine XXL, aux côtés d'Ab-Soul. En juin 2013, Hanley participe à une publicité pour MySpace avec Mac Miller, Pharrell Williams et Chance the Rapper.
En juin 2013, ScHoolboy Q joue au BET Experience Music Festival, avec Kendrick Lamar, Snoop Dogg et Miguel, avant les BET Awards. Le 11 juin 2013, ScHoolboy Q publie Collard Greens, le single principal de son album Oxymoron. Le 7 août 2013, Hanley participe à l'émission 106 and Park, pour son clip de Collard Greens,. Le 27 août 2013, Hanley participe au Tonight Show with Jay Leno, avec Macklemore et Ryan Lewis, pour jouer White Walls, le sixième single de leur premier album The Heist. En octobre, Hanley joue aux BET Hip Hop Awards sa chanson Collard Greens. Le 5 novembre 2013, Schoolboy Q annonce apparaître sur le jeu vidéo NBA Live 14 en 2013.
Le 24 janvier 2014, ScHoolboy Q fait ses débuts à la télévision en jouant Man of the Year dans le Late Night with Jimmy Fallon sur NBC. En janvier 2014, Schoolboy Q annonce une tournée débutant le 1er juin à Manchester, en Angleterre. Isaiah Rashad, collègue de Schoolboy Q au label Top Dawg et le rappeur Vince Staples, viennent soutenir Quincy. Rashad participe à la tournée européenne de Q,,,. Après sa publication, Oxymoron débute à la première place du Billboard 200 avec 139 000 exemplaires vendus la première semaine aux États-Unis. Pendant la deuxième semaine, l'album descend à la huitième place, avec 30 000 exemplaires supplémentaires vendus selon Nielsen Soundscan. Pendant la troisième semaine, l'album compte 16 000 exemplaires supplémentaires vendus et 12 000 exemplaires de plus la quatrième semaine. Le 27 avril 2014, l'album compte 236 000 exemplaires au total vendus aux États-Unis. En avril 2014, Schoolboy Q est invité au Jimmy Kimmel Live!. Il est rejoint par BJ the Chicago Kid,. En avril, Schoolboy Q fait son apparition en couverture du magazine The Source, dont l'édition est publiée le 10 avril 2014,.

## Style musical
ScHoolboy Q explique s'inspirer des rappeurs East Coast Nas, Jay-Z, The Notorious B.I.G., Mobb Deep, Beanie Sigel, 50 Cent, et du Wu-Tang Clan, et des rappeurs West Coast Kurupt et 2Pac : « Mais Biggie, Nas et 50 Cent [sont mes plus grandes inspirations]. » Il cite Nas comme son rappeur préféré. Dans plusieurs interviews, Schoolboy Q explique que 50 Cent l'a incité à se consacrer plus sérieusement à la musique et à une carrière de rappeur professionnel, expliquant même que 50 Cent lui aurait probablement sauvé la vie.

## Vie privée
ScHoolboy Q est père d'une fille, née en 2010, nommée Joyce (Joy) Hanley, qu'il a cité à plusieurs reprises dans ses chansons. Elle apparaît également dans plusieurs clips comme Phenomenon, Nightmare on Figg St., There He Go et Break the Bank. La fille de Schoolboy Q s'est également impliqué dans l'album Oxymoron, sur lequel elle apparaît en couverture.
ScHoolboy Q révèle mettre le H de son nom de scène en capital sur Twitter: « Pourquoi mes H sont toujours en majuscule ???? HIIIPOWER X HIPPY X HOOVER X HEAVEN & HELL AKA MY LIFE. »

## Discographie

### Albums studio
- 2011 : Setbacks
- 2012 : Habits & Contradictions
- 2014 : Oxymoron
- 2016 : Blank Face LP
- 2019 : CrasH Talk
- 2024 : Blue Lips

### Mixtapes
- 2008 : ScHoolboy Turned Hustla
- 2009 : Gangsta and Soul: The Mixtape